# Gabriel Echávarri
Gabriel Echávarri Fernández, né le 29 décembre 1970 à Alicante, est un homme politique espagnol membre du Parti socialiste ouvrier espagnol (PSOE).
Il est maire d'Alicante entre juin 2015 et avril 2018.

## Biographie

### Vie privée
Gabriel Echávarri nait le 29 décembre 1970 à Alicante, dans le quartier de San Blas-San Domingo. Son père est navarrais et sa mère asturienne. Il est marié et père d'un fils et une fille.

### Formation et vie professionnelle
Étudiant à l'université d'Alicante, il est titulaire d'une licence en droit qu'il obtient en 2003. Il possède une licence en sciences politiques et administratives réalisée à l'université Miguel-Hernández.
Avocat de formation, il n'exerce plus depuis le 1er novembre 2014. De 2008 à 2011, il est professeur universitaire associé de droit et relations internationales.

### Député au Congrès
Il adhère au PSOE en 2000. Il se présente sur les listes socialistes à l'occasion des élections générales du 20 novembre 2011 dans la circonscription d'Alicante. Il est élu au Congrès des députés et siège à la commission de la Défense dont il est le second secrétaire.

### Maire d'Alicante
Le 14 juillet 2012, il gagne des élections internes et devient secrétaire général de la section socialiste locale d'Alicante. Le 11 octobre 2014, il remporte les primaires et devient le candidat socialiste lors des élections municipales de l'année suivante à Alicante.
Candidat lors des élections du 24 mai 2015, sa liste arrive deuxième avec 20,29 % des voix et six conseillers derrière celle du Parti populaire (25,58 % des voix et huit conseillers). Il est élu maire d'Alicante le 13 juin suivant par 15 voix pour et 14 contre grâce à un accord avec les deux autres forces de gauche de la corporation municipale : Ganemos Alicante, la marque blanche de Podemos dans la capitale provinciale, et Compromís. Son investiture met fin à vingt ans de gestion conservatrice. En conséquence, il démissionne de son mandat de parlementaire trois jours plus tard et est remplacé par Rufino Selva Guerrero.
En septembre 2017, les groupes municipaux du PP et de Ciudadanos déposent une plainte contre lui pour fractionnement de contrats publics d'une valeur de 180 000 euros qui aurait eu lieu dans le département du Commerce de l'exécutif municipal. Le 29 septembre suivant, une juge d'instruction d'Alicante ouvre une enquête et le convoque à une audition prévue pour le 6 octobre. Bien qu'assurant le jour même qu'il ne compte pas remettre son mandat, ses partenaires de Ganemos sollicitent sa démission et quittent l'exécutif. Le 7 novembre, la magistrate ouvre une seconde enquête pour prévarication après avoir licencié la belle-sœur de Luis Barcala, porte-parole du groupe populaire.
Il est mis en minorité le même jour au conseil municipal après le retrait de ses alliés de Compromís qui exigent, eux aussi, sa démission. Le 9 mars 2018, l'Audience provinciale d'Alicante rejette le dernier recours d'Echávarri, le met en examen pour le chef de prévarication et annonce l'ouverture d'un procès oral à son encontre. Toute l'opposition exige alors du secrétaire général du PSPV-PSOE Ximo Puig qu'il obtienne la démission d'Echávarri aux fins d'empêcher qu'une coalition du PP et de Cs puisse permettre le retour des conservateurs au pouvoir. Le valencien José Luis Ábalos, secrétaire fédéral à l'Organisation, annonce l'ouverture de diligences auprès de la commission éthique du parti.
Il démissionne au début du mois d'avril 2018 avec la volonté que sa première adjointe Eva Montesinos prenne sa succession. Lors de la session plénière du 19 avril, c'est le conservateur Luis Barcala qui est élu maire face à Montesinos qui subit la défection d'une élue sans étiquette.